# Torymoides vibidia
Torymoides vibidia är en stekelart som först beskrevs av Walker 1839.  Torymoides vibidia ingår i släktet Torymoides och familjen gallglanssteklar. Inga underarter finns listade i Catalogue of Life.